# Три дня до весны
«Три дня до весны» — российский художественный фильм режиссёра Александра Касаткина. Картина вышла в прокат 4 мая 2017 года к 72-летию со Дня Победы.
В апреле 2017 года фильм участвовал в основном конкурсе V Национального кинофестиваля дебютов «Движение».

## Сюжет
Лента посвящена самому тяжёлому периоду осады Ленинграда — первой блокадной зиме 1942 года, и рассказывает о подвигах людей, защищавших город. Офицер госбезопасности Андреев и молодой врач Марицкая за 72 часа, три дня до наступления весны, должны предотвратить катастрофу. На кону стоят жизни людей, на пути героев — любовь, предательство, стремительно развивающиеся события и интриги.

## В ролях
- Кирилл Плетнёв — Владимир Андреев, старший лейтенант госбезопасности
- Елена Лотова — Ольга Сергеевна Марицкая, врач
- Игорь Грабузов — Григорий Горелик, лейтенант, помощник Андреева
- Евгений Сидихин — Зимин, майор, начальник НКВД Ленинграда
- Юрий Ицков — Савинов, директор института  микробиологии
- Полина Красавина — Ольга Берггольц
- Владислав Абашин —  Холин, старший лейтенант госбезопасности
- Яков Шамшин — «Рыжий»
- Пётр Логачёв

## Музыка
Саундтрек к фильму был записан симфоническим оркестром Мариинского театра. Композитором выступил Антон Лубченко.
В феврале 2017 года музыка из фильма была исполнена на торжественном открытии XII Дрезденского оперного бала в Германии.

## Производство
В основу сценария картины легли некоторые факты из «Блокадной книги» писателей Алеся Адамовича и Даниила Гранина.
В ходе работы над картиной фильм сменил несколько рабочих названий: «Ленинградский вальс», «БлокАда» и «Блок А».

### Съёмки
Лента была снята на киностудии «Ленфильм».
Съёмки картины проходили с января по март 2016 года в Санкт-Петербурге, Кронштадте, Гатчине и Всеволожском районе Ленинградской области.
Главным местом съёмок был центр Петербурга — улица Достоевского, Пушкинская, Галерная, Большая Пушкарская, Крюков канал и набережная Фонтанки, Большой проспект Петроградской стороны и Каменноостровский проспект, а также в полуразрушенных зданиях завода «Красный треугольник».
Ещё одним местом съёмок стал пустующий кадетский корпус бывшей воинской части у Тучкова моста, где художник-постановщик воссоздал кабинеты руководства, лаборатории института экспериментальной медицины и общежитие НКВД. Квартиру главной героини обустроили в Музее-квартире Елизаровых. Остальные объекты — коммуналки, государственные учреждения и НИИ фармакологии — снимали в заброшенных питерских домах.

## Награды и номинации
- 2017 — Международный кинофестиваль DetectiveFEST в Москве — Главный приз в номинации «Лучший детектив»[13].
- 2017 — XI кинофестиваль «Вече» в Нижнем Новгороде — Приз «Лучшая женская роль» (Елена Лотова)[14].
- 2017 — I Международный кинофестиваль стран Арктики Arctic Open в Архангельске — Главный приз в номинации «Лучший игровой фильм»[15].
- 2020 — II конкурс «ТЭФИ-Летопись Победы» — финалист в номинациях «Лучший художественный фильм» и «Режиссёр телевизионного художественного фильма/сериала» (Александр Касаткин).